# 母畑温泉
母畑温泉（ぼばたおんせん）とは、福島県石川郡石川町母畑（旧国陸奥国・明治以降の旧国磐城国）にある温泉のことである。ラジウム含有量は東北一を誇り、古くから湯治に利用され打ち身なら母畑へといわれることもある。

## 泉質
- アルカリ性単純温泉
- ラジウム含有泉

など

## 温泉街
母畑湖から流れ出る北須川流域に点在し、上の湯と下の湯と分かれている。なお、旅館数は6軒である。

## 歴史
開湯伝説によれば、平安時代、奥州を訪れた八幡太郎義家（源義家）が、戦いの中で負った馬の傷を、当地の谷川の水で洗ったところ、傷が数日で治ることとなったとある。これが、当温泉の始まりである。
なお、当地にある母畑温泉元湯神社は、このことから源義家が母衣と旗とを奉献させて作られたとされている。

## アクセス
- 車：あぶくま高原道路福島空港ICから県道42号線および県道63号線を経由して約15分程度、東北自動車道須賀川ICから国道118号、県道138号線、県道63号線を経由して約40分程度
- 公共交通：福島交通の路線バス（須賀川駅⇔磐城石川駅）「母畑元湯」バス停より徒歩すぐ

## その他
2016年（平成28年）、第42回「プロが選ぶ日本のホテル・旅館100選」で当温泉の旅館（八幡屋）が県内初の総合一位に選出された。